# Osiek (gromada w powiecie średzkim)
Osiek – dawna gromada, czyli najmniejsza jednostka podziału terytorialnego Polskiej Rzeczypospolitej Ludowej w latach 1954–1972.
Gromady, z gromadzkimi radami narodowymi (GRN) jako organami władzy najniższego stopnia na wsi, funkcjonowały od reformy reorganizującej administrację wiejską przeprowadzonej jesienią 1954 do momentu ich zniesienia z dniem 1 stycznia 1973, tym samym wypierając organizację gminną w latach 1954–1972.
Gromadę Osiek z siedzibą GRN w Osieku utworzono – jako jedną z 8759 gromad na obszarze Polski – w powiecie średzkim w woj. wrocławskim, na mocy uchwały nr 27/54 WRN we Wrocławiu z dnia 2 października 1954. W skład jednostki weszły obszary dotychczasowych gromad Osiek, Mieczków, Pyszczyn, Zastruże i Mielęcin ze zniesionej gminy Kostomłoty w tymże powiecie. Dla gromady ustalono 17 członków gromadzkiej rady narodowej.
31 grudnia 1959 z gromady Osiek wyłączono wsie Mielęcin, Zastruże i Pyszczyn, włączając je do gromady Żarów w powiecie świdnickim  w tymże województwie.
1 stycznia 1960 gromadę zniesiono, a jej pozostały obszar (wsie Mieczków i Osiek) włączono do gromady Kostomłoty w powiecie średzkim.